# NUTS
NUTS neboli Nomenklatura územních statistických jednotek, (zkratka z francouzského Nomenclature des Unites Territoriales Statistiques, nebo anglického Nomenclature of Units for Territorial Statistics) jsou územní celky vytvořené pro statistické účely Eurostatu (statistický úřad Evropské unie) pro porovnání a analýzu ekonomických ukazatelů, statistické monitorování, přípravu, realizaci a hodnocení regionální politiky členských zemí EU. Klasifikaci NUTS zavedl Eurostat v roce 1988.
Normalizovaná klasifikace územních celků v Česku nese název CZ-NUTS.
Vedle soustavy NUTS od roku 1990 existuje i soustava LAU – Local Administrative Units („Místní samosprávné jednotky“) – zahrnující obce a okresy. V současnosti tato soustava nahrazuje (a plně jim odpovídá) dřívější stupně NUTS 4 a NUTS 5.
| statistická jednotka | statistická jednotka  | počet v ČR (CZ-NUTS) |
| zkratka              | český ekvivalent      | počet v ČR (CZ-NUTS) |
| -------------------- | --------------------- | -------------------- |
| NUTS 0               | stát                  | 1                    |
| NUTS 1               | území (ČR)            | 1                    |
| NUTS 2               | regiony (soudržnosti) | 8                    |
| NUTS 3               | kraj                  | 14                   |
| LAU 1 (dříve NUTS 4) | okres                 | 76+Praha             |
| LAU 2 (dříve NUTS 5) | obec                  | 6253                 |

Aby bylo pro celou Evropskou unii dosaženo srovnatelnosti jednotlivých statistických celků, jsou pro jednotlivé úrovně soustavy NUTS stanoveny meze počtu obyvatel. Je-li počet obyvatel celého členského státu menší než minimální hranice pro danou úroveň NUTS, tvoří celý stát jedinou územní jednotku NUTS pro tuto úroveň.
| statistická jednotka | nejvyšší počet obyvatel | nejnižší počet obyvatel |
| -------------------- | ----------------------- | ----------------------- |
| NUTS 1               | 7 000 000               | 3 000 000               |
| NUTS 2               | 3 000 000               | 800 000                 |
| NUTS 3               | 800 000                 | 150 000                 |

## NUTS v jednotlivých státech
- AT-NUTS
- BE-NUTS
- BG-NUTS
- CY-NUTS
- CZ-NUTS
- DE-NUTS
- DK-NUTS
- EE-NUTS
- ES-NUTS
- FI-NUTS
- FR-NUTS
- GR-NUTS
- HR-NUTS
- HU-NUTS
- IE-NUTS
- IT-NUTS
- LT-NUTS
- LU-NUTS
- LV-NUTS
- MT-NUTS
- NL-NUTS
- PL-NUTS
- PT-NUTS
- RO-NUTS
- SE-NUTS
- SI-NUTS
- SK-NUTS

### Další evropské státy
- NO-NUTS
- IS-NUTS
- CH-NUTS
- LI-NUTS
- AL-NUTS
- ME-NUTS
- RS-NUTS
- MK-NUTS
- TR-NUTS
- UK-NUTS